# Грисельда (мини-сериал)
«Грисельда»  (англ. Griselda) — биографический криминально-драматический мини-сериал, снятый режиссером Андресом Баисом и продюсерами Эриком Ньюманом и Софией Вергарой. Авторы сценария — Дуг Миро и Ингрид Эскахеда. Вергара играет Грисельду Бланко, печально известную колумбийскую наркобароншу. Премьера мини-сериала состоялась на Netflix 25 января 2024 года. Проект получил положительные отзывы критиков, особо хвалили игру главной актрисы. Вергара была номинирована на премию «Золотой глобус» в категории «Лучшая женская роль — мини-сериал или телефильм».

## Сюжет
Сюжет сериала фокусируется на жизни известной колумбийской преступницы Грисельды Бланко и её восхождении на вершину наркобизнеса Майами.

## В ролях
- София Вергара — Грисельда Бланко, колумбийская наркобаронша известная как «Крестная мать кокаина».
- Альберто Гуэрра — Дарио Сепульведа, третий муж Грисельды.
- Мартин Родригес — Хорхе Айала, главный киллер Грисельды.
- Джулиана Айден Мартинес — Джун Хокинс, испаноязычная агентша спецслужб.
- Ванесса Ферлито — Кармен Гутьеррес, подруга Грисельды, которая предоставляет ей жилье в Майами.
- Кристиан Таппан — Артуро Меса, друг Грисельды
- Максимилиано Эрнандес — Папо Мехиа, колумбийский наркоторговец, соперника Гризсльды.
- Майкл Рейли Бурк — капитан полиции Суитуотер
- Каролина Хиральдо — Карла, секс-работницы из Медельина, подруга и доверенное лицо Грисельды, контрабандистка.

## Производство
3 ноября 2021 года стало известно, что Netflix разрабатывает мини-сериал, основанный на биографии колумбийской наркобаронши Грисельды Бланко. Продюсерами проекта выступили Эрик Ньюман, София Вергара и Луис Балагер, режиссёром — Андрес Баис, уроженец Колумбии. Щоураннерами сериала были назначены Ингрид Эскахеда и Дуг Миро. 19 января 2022 года Netflix опубликовал первую фотографию Вергары в образе главной героини. Тогда же были объявлены основные актёры проекта: Ванесса Ферлито, Джулиан Айден Мартинес, Альберто Гуэрра, Альберто Амманн, Кристиан Таппан, Диего Трухильо, Паулина Давила, Габриэль Слоер, Мартин Родригес, Хосе Суньига, Максимилиано Эрнандес, Джульетта Рестрепо и Кароль Джи (известная певица из Медельина).
Съемки сериала стартовали 17 января 2022 года в Лос-Анджелесе.

## Отзывы критиков
Рейтинг сериала на сайте Rotten Tomatoes составляет 87 % со средней оценкой 6.8/10 на основе 52 обзоров. Консенсус критиков гласит: «София Вергара впечатляюще перевоплощается в роль Грисельды Бланко в этой захватывающей гангстерской саге, которая вольно обращается с фактами, но демонстрирует стальной характер». Оценка проекта на сайте Metacritic составляет 64 баллов из 100 на основе 19 рецензий, что приравнивается к статусу «всеобщее признание».